# Протести в Боснії та Герцеговині (2014)

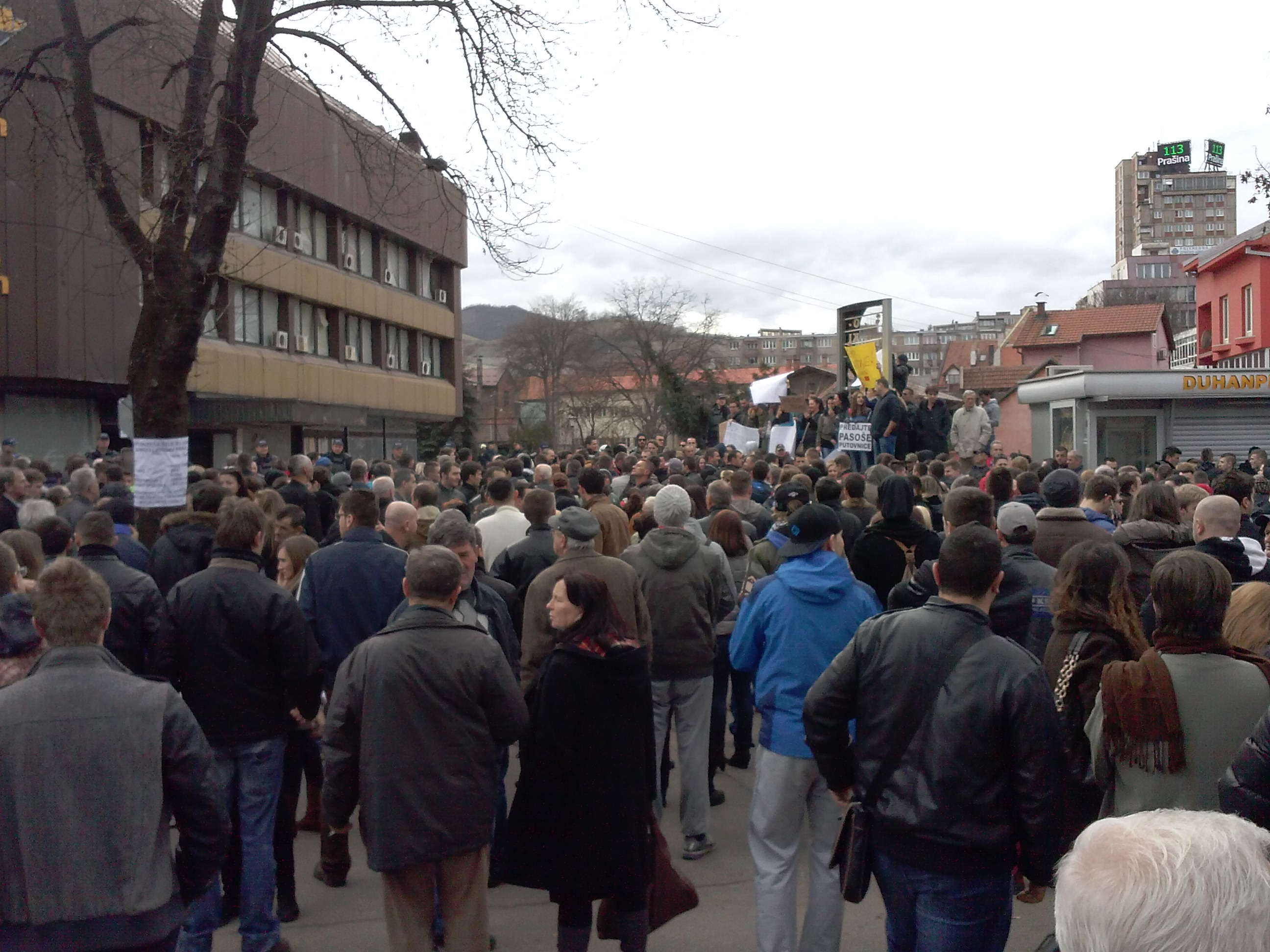
Протестувальники в Зениці, 10 лютого 2014.

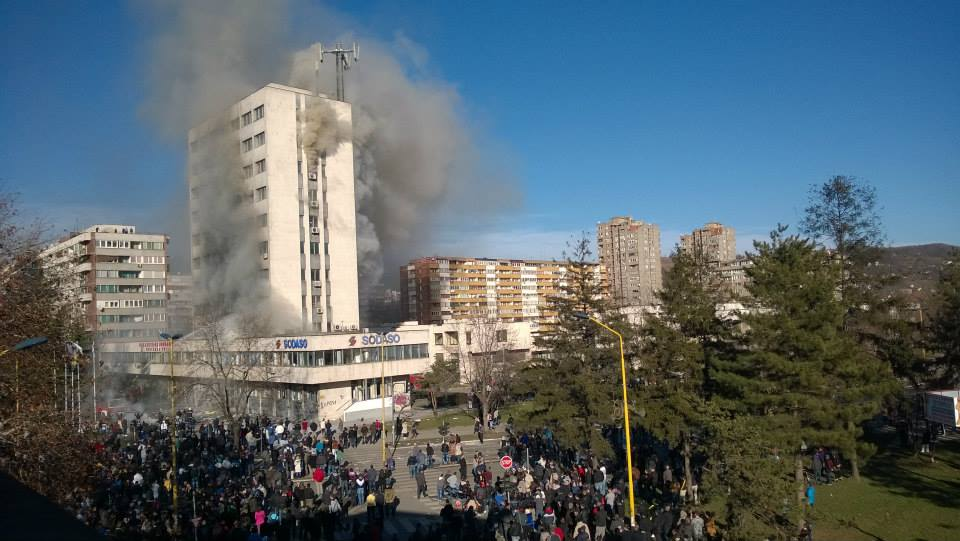
Дим над урядовою будівлею в Тузлі, підпаленою під час заворушень.

Соціальні протести в Боснії та Герцеговині розпочалися 3 лютого 2014 року в Тузлі, після чого швидко поширилися на інші міста, зокрема Сараєво, Зеницю, Мостар, Баня-Луку та Бихач. Протести швидко переросли в заворушення, найбільші та найжорстокіші з часу завершення Боснійської війни.
Головною причиною протестів став високий рівень безробіття в країні — 27,5% (найвищий на Балканах), ще бл. 20% населення залучені у т. зв. тіньовій економіці; кожен п'ятий громадянин проживає за межею бідності, а середньомісячна заробітна плата становить 420 євро (близько $ 570).
Безпосередньою причиною, що спровокувала заворушення, стало закриття фабрик та фірм у Тузлі, третьому за розмірами місті країни, що є центром великого промислового регіону. На початку 21-го століття чотири великі державні компанії було приватизовано, а нові власники зобов'язалися інвестувати в них кошти. Проте замість цього, нові власники продали активи, перестали платити робітникам і подали заяви про банкрутство. 3-4 лютого в місті відбувалися мирні демонстрації, але вже 5 лютого вони переросли в протистояння з поліцією, коли колишні працівники цих компаній почали штурмувати приміщення місцевої влади. Відтак протести і заворушення почалися в інших великих містах країни.

## Наслідки
7 лютого прем'єр-міністр Тузланського кантону пішов у відставку, прем’єр-міністр уряду Зеніцько-Добойського кантону заявив про відставку всього уряду кантону. 8 лютого прем’єр-міністр Сараєвського кантону пішов у відставку.